# علم جينوم العوامل الممرضة
علم جينوم العوامل الممرضة هو مجال يستخدم تقنية الفحص عالية الإنتاجية وعلم المعلومات الحيوية لدراسة مقاومة الميكروبات المشفرة، بالإضافة إلى عوامل الضراوة (VFs)، التي تمكن الكائن الدقيق من إصابة مضيف وربما التسبب في المرض. ويشمل ذلك دراسة جينومات مسببات الأمراض التي لا يمكن زراعتها خارج المضيف. في الماضي، واجه الباحثون والمتخصصون الطبيون صعوبة في دراسة وفهم السمات المسببة للأمراض للكائنات المعدية. مع التكنولوجيا الأحدث، يمكن تحديد جينومات مسببات الأمراض وتسلسلها في وقت أقصر بكثير وبتكلفة أقل، ما يحسن القدرة على تشخيص وعلاج وحتى التنبؤ بالعدوى والأمراض المسببة للأمراض والوقاية منها. كما سمح للباحثين بفهم أحداث تطور الجينوم بشكل أفضل - فقدان الجينات، واكتسابها، وتكرارها، وإعادة ترتيبها - وكيف تؤثر هذه الأحداث على مقاومة مسببات الأمراض وقدرتها على التسبب في المرض. أدى هذا التدفق الهائل من المعلومات إلى الحاجة إلى أدوات وقواعد بيانات المعلوماتية الحيوية لتحليل الكميات الهائلة من البيانات وإتاحتها للباحثين، كما أثار تساؤلات أخلاقية حول حكمة إعادة بناء مسببات الأمراض المنقرضة والقاتلة سابقًا من أجل فهم أفضل للضراوة.

## التاريخ
في العصور المبكرة التي درس الجينوم فيها، وجد العلماء صعوبة في تسلسل المعلومات الجينية. بدأ هذا المجال يزدهر في عام 1977 عندما قام فريد سانجر، الحاصل على درجة الدكتوراه، مع زملائه، بإيجاد تسلسل الجينوم القائم على الحمض النووي لبكتيريا، باستخدام طريقة تعرف الآن باسم طريقة سانجر. طورت طريقة سانجر لتسلسل الحمض النووي علم الأحياء الجزيئي بشكل كبير وأدت بشكل مباشر إلى القدرة على تسلسل جينومات الكائنات الحية الأخرى، بما في ذلك الجينوم البشري الكامل.
كان جينوم المستدمية النزلية أحد أوائل جينومات الكائنات الحية التي تم تسلسلها في عام 1995 بواسطة ج. كريج فينتر وهاملتون سميث باستخدام تسلسل البندقية للجينوم الكامل. ومنذ ذلك الحين، تم تطوير تسلسلات أحدث وأكثر كفاءة وعالية الإنتاجية، مثل تسلسل الجينوم من الجيل التالي (NGS) وتسلسل الجينوم أحادي الخلية. في حين أن طريقة سانجر قادرة على تسلسل جزء واحد من الحمض النووي في كل مرة، فإن تقنية NGS يمكنها تسلسل آلاف التسلسلات في كل مرة. مع القدرة على تسلسل الحمض النووي بسرعة، تطورت رؤى جديدة، مثل اكتشاف أنه نظرًا لأن الجينومات بدائية النواة أكثر تنوعًا مما كان يعتقد في الأصل، فمن الضروري تسلسل سلالات متعددة في نوع واحد بدلًا من عدد قليل منها فقط. كانت الإشريكية القولونية مثالًا على أهمية ذلك، حيث تختلف الجينات التي تشفر عوامل الضراوة في سلالتين من النوع بنسبة لا تقل عن 30%. تتيح هذه المعرفة، إلى جانب دراسة أكثر شمولًا لكيفية اكتساب الجينوم وفقدانه وتغيره، للباحثين رؤى قيمة حول كيفية تفاعل مسببات الأمراض في بيئات المضيف وكيفية قدرتها على إصابة المضيفين والتسبب في المرض.

## المعلوماتية الحيوية لمسببات الأمراض
مع هذا التدفق الكبير من المعلومات الجديدة، تزايد الطلب على المعلوماتية الحيوية ليتمكن العلماء من تحليل البيانات الجديدة بشكل صحيح. واستجابة لذلك، طورت برمجيات وأدوات أخرى لهذا الغرض. كما تضاعف حجم التسلسلات المخزنة كل 18 شهرًا اعتبارًا من عام 2008، ما زاد الحاجة الملحة إلى طرق أفضل لتنظيم البيانات ودعم البحث العلمي. استجابة لذلك، أنشئت العديد من قواعد البيانات المتاحة للعامة وغيرها من الموارد، بما في ذلك برنامج الكشف عن مسببات الأمراض التابع للمركز الوطني لمعلومات التكنولوجيا الحيوية، ومركز تكامل موارد النظم المرضية (PATRIC)، وPathogenwatch، وقاعدة بيانات عوامل الضراوة (VFDB) للبكتيريا المسببة للأمراض، وقاعدة بيانات Victors لعوامل الضراوة في مسببات الأمراض البشرية والحيوانية. وحتى عام 2022، فإن أكثر مسببات الأمراض تسلسلًا هي السالمونيلا المعوية والإشريكية القولونية - الشيغيلة. وقد تمت مراجعة تقنيات التسلسل وأدوات المعلومات الحيوية وقواعد البيانات والإحصاءات المتعلقة بجينومات مسببات الأمراض وتطبيقاتها في الطب الشرعي وعلم الأوبئة والممارسة السريرية وسلامة الأغذية على نطاق واسع.

## تحليل الميكروب
قد تكون مسببات الأمراض بدائية النواة (العتائق أو البكتيريا)، أو حقيقية النواة وحيدة الخلية، أو فيروسات. عادة ما يكون تسلسل جينومات بدائية النواة أسهل نظرًا لصغر حجم الجينوم مقارنة بحقيقيات النواة. ونتيجة لذلك، هناك تحيز في الإبلاغ عن سلوك البكتيريا المسببة للأمراض. وبغض النظر عن هذا التحيز في الإبلاغ، فإن العديد من الأحداث الجينومية الديناميكية متشابهة في جميع أنواع الكائنات المسببة للأمراض. يحدث التطور الجينومي عبر اكتساب الجينات، وفقدانها، وإعادة ترتيب الجينوم، وتلاحظ هذه الأحداث في جينومات متعددة لمسببات الأمراض، مع تعرض بعض مسببات الأمراض البكتيرية للثلاثة معًا. مع ذلك، لا يركز علم الأمراض الجينية حصرًا على فهم تفاعلات مسببات الأمراض مع المضيف. إن فهم سلوك مسببات الأمراض الفردية أو التعاونية يوفر معرفةً حول تطور أو وراثة عوامل ضراوة مسببات الأمراض. ومن خلال فهم أعمق للوحدات الفرعية الصغيرة التي تسبب العدوى، قد يكون من الممكن تطوير علاجات جديدة فعّالة ومنخفضة التكلفة. أسباب وتحليل التنوع الجينومي.

### تحليل التنوع الجينومي
تعد الجينومات الديناميكية ذات المرونة العالية ضرورية لتمكين مسببات الأمراض، وخاصة البكتيريا، من البقاء على قيد الحياة في البيئات المتغيرة. وبمساعدة أساليب التسلسل عالية الإنتاجية وتقنيات الحاسوب الحاسوبي، يمكن اكتشاف العديد من هذه الأحداث الجينومية الديناميكية ومقارنتها وفهرستها. يعد التنوع الجينومي مهمًا عند اكتشاف مسببات الأمراض وعلاجها، إذ يمكن لهذه الأحداث أن تغير وظيفة وبنية مسببات الأمراض. وهناك حاجة لتحليل أكثر من تسلسل جينومي واحد لنوع مسببات الأمراض لفهم آليات مسببات الأمراض. تعد الجينومات المقارنة منهجية تمكن العلماء من مقارنة جينومات أنواع وسلالات مختلفة. وهناك العديد من الأمثلة على دراسات الجينوم المقارن الناجحة، من بينها تحليل بكتيريا الليستيريا والإشريكية القولونية. وقد حاولت بعض الدراسات معالجة الفرق بين الميكروبات المسببة للأمراض وغير المسببة للأمراض. ومع ذلك، ثبت أن هذا البحث صعب، إذ يمكن أن يحتوي نوع بكتيري واحد على سلالات عديدة، ويختلف المحتوى الجينومي لكل منها.

#### الديناميكيات التطورية
ينتج اختلاف سلالات الميكروبات ومحتواها الجينومي عن قوى مختلفة، بما في ذلك ثلاثة أحداث تطورية محددة تؤثر على مقاومة مسببات الأمراض وقدرتها على التسبب في المرض، وهي: اكتساب الجينات، وفقدانها، وإعادة ترتيب الجينوم.

#### فقدان الجينات وتحلل الجينوم
يحدث فقدان الجينات عند حذفها. وما يزال سبب حدوث ذلك غير مفهوم تمامًا، على الرغم من أنه على الأرجح يتعلق بالتكيف مع بيئة جديدة أو بيئة ملائمة. يعتقد بعض الباحثين أن فقدان الجينات قد يزيد في الواقع من قوة مسببات الأمراض وقدرتها على البقاء. في بيئة جديدة، قد تصبح بعض الجينات غير ضرورية للبقاء، وبالتالي يسمح في النهاية بحدوث طفرات فيها حتى تصبح جينات كاذبة غير نشطة. لوحظت هذه الجينات الكاذبة في كائنات حية مثل شيغيلا فلكسنري، وسالمونيلا إنتيريكا، ويرسينيا بيستيس. مع مرور الوقت، تحذف الجينات الكاذبة، وتصبح الكائنات الحية معتمدة كليًا على مضيفها إما كتعايش داخلي أو مسببات أمراض خلوية إلزامية، كما هو الحال في بوخنيرا، وميوباكتيريوم ليبرا، وكلاميديا تراكوماتيس. تسمى هذه الجينات المحذوفة أيضًا جينات مضادة للفيروسة (AVG) حيث يعتقد أنها ربما منعت الكائن الحي من أن يصبح ممرضًا. لكي يصبح أكثر قوة، ويصيب مضيفًا ويبقى على قيد الحياة، كان على الممرض التخلص من تلك الجينات المضادة للفيروسات. يمكن أن تحدث العملية العكسية أيضًا، كما شوهد أثناء تحليل سلالات الليستيريا، والذي أظهر أن انخفاض حجم الجينوم أدى إلى سلالة ليستيريا غير مسببة للأمراض من سلالة مسببة للأمراض. تم تطوير أنظمة للكشف عن هذه الجينات الكاذبة/AVGs في تسلسل الجينوم.